# Xenarcturus spinulosus
 Xenarcturus spinulosus (лат.) — вид равноногих ракообразных, единственный в составе рода Xenarcturus и семейства Xenarcturidae из подотряда створчатоногие (Valvifera). Южная Америка.

## Описание
Мелкие шиповатые раки вытянутой формы. Тело сильно сводчатое. Голова и переонит 1 слиты. Переонит 4 сходной длины с переонитом 3. Все плеониты слиты в плеотельсон. Тело сетчатое, не бугорчатое; плеотельсон без дорсолатеральных гребней, заканчивающихся медиодорсальным задним шипом. Дорсальные коксальные пластинки 2—7 более или менее вентрально расширены над основаниями переоподов. Ротовые органы и переиопод 1 видны сбоку. Глаза хорошо развиты.

## Классификация
Вид Xenarcturus spinulosus был впервые описан в 1957 году и выделен в монотипические род Xenarcturus Sheppard, 1957 и отдельное монотипическое семейство Xenarcturidae Sheppard, 1957.